# Йоганнес Ней
Йоганнес Ней (нім. Johannes Ney; 16 червня 1922, Мюнхен — 16 травня 2004) — німецький офіцер-підводник, оберлейтенант-цур-зее крігсмаріне.

## Біографія
1 жовтня 1940 року вступив на флот. Після проходження курсу підводника з лютого 1944 року служив вахтовим офіцером на підводному човні U-739, на якому взяв участь у шести походах; під час третього походу був потоплений мінний тральщик водотоннажністю 625 тонн. З 26 лютого по березень 1945 року виконував обов'яки командира U-739. 13 травня 1945 року разом з човном здався британським військам в Емдені. 

## Звання
- Кандидат в офіцери (1 жовтня 1940)
- Морський кадет (1 лютого 1941)
- Фенріх-цур-зее (1 серпня 1941)
- Оберфенріх-цур-зее (1 липня 1942)
- Лейтенант-цур-зее (1 січня 1943)
- Оберлейтенант-цур-зее (1 жовтня 1944)

## Нагороди
- Нагрудний знак підводника (травень 1944)
- Залізний хрест 2-го класу (1944)
- Фронтова планка підводника в бронзі (1944)